# Hydrostatická tlaková síla
Hydrostatická tlaková síla je síla, kterou tlačí kapalina nacházející se v gravitačním poli na tělesa do ní ponořená a na stěny nádoby.
Hydrostatická tlaková síla je způsobena hydrostatickým tlakem.

## Značení
- Značka: Fh
- Jednotka SI: newton, zkratka N
- Další jednotky: viz síla

## Výpočet
Hydrostatická tlaková síla se vypočítá podle vzorce pro tlakovou sílu jako
{\displaystyle F_{h}=p_{h}S},
kde {\displaystyle p_{h}} je hydrostatický tlak a {\displaystyle S} je obsah plochy, na který tlak působí.
Tlaková síla v nádobě s průřezem {\displaystyle S} a s kapalinou o hustotě {\displaystyle \rho } v hloubce {\displaystyle h} pod povrchem kapaliny je rovna
{\displaystyle F=Sh\rho g}

## Vlastnosti
Hydrostatická tlaková síla závisí na hloubce {\displaystyle h} a obsahu {\displaystyle S} plochy, na niž působí tlak, ale nezávisí na objemu kapaliny nad touto plochou. Tlaková síla není tedy závislá ani na hmotnosti kapaliny v nádobě ani na tvaru nádoby. Tato skutečnost se označuje jako hydrostatický paradox.